# James Hill (filozof)
James William Harold Hill (ur. 16 maja 1964 koło Godalmingu) – czeski filozof brytyjskiego pochodzenia.

## Życiorys
Studiował na Uniwersytecie Oksfordzkim, następnie zaś w Genewie. W roku 2002 otrzymał doktorat na Uniwersytecie Londyńskim na podstawie pracy o filozofii Johna Locke’a. Od początku lat 90. mieszka w Republice Czeskiej. W dzisiejszej dobie wykłada na Wydziale Filozoficznym Uniwersytetu Karola w Pradze oraz jest pracownikiem naukowym w Instytucie Filozofii Akademii Nauk Republiki Czeskiej. Habilitował się na FF UK w 2012 roku. Językiem czeskim włada doskonale, publikując swoje artykuły naukowe zarówno po angielsku, jak i po czesku. Zajmuje się filozofią XVII–XVIII wieku, skupiając się na filozofii Kartezjusza, Johna Locke’a i Berkeleya Jest także specjalistą od filozofii umysłu. W 2012 roku wydał książkę „Descartes and the Doubting Mind” (Continuum).

## Życie prywatne
Jest żonaty, ma syna i córkę. Małżonka Anna Hillová uzyskała wykształcenie pedagogiczne w Krasnodarze i pracuje jako nauczycielka języka rosyjskiego w Pradze.